# Constant Douillard
Constant Douillard (Nantes, 9 marzo 1795 – Nantes, 9 settembre 1878) è stato un architetto francese, che ha perlopiù lavorato in coppia con suo fratello Louis-Prudent.

## Biografia

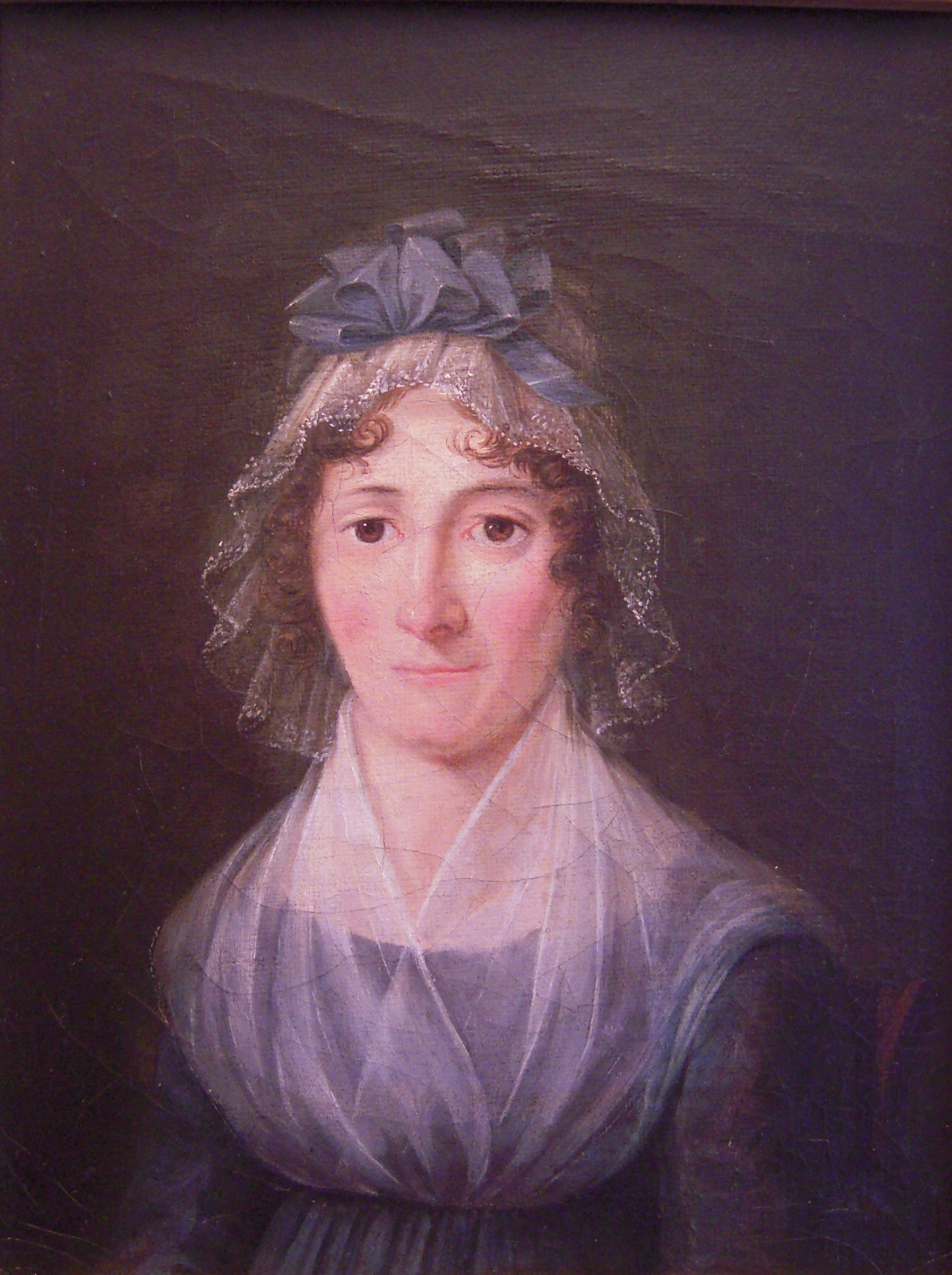
Ritratto di Alexandrine-Zita Crucy, moglie di Constant Douillard.

### Origini, famiglia, formazione
Constant è il figlio di Julien-François Douillard, anch'egli architetto, sindaco di Nantes dal 1797 al 1798, deputato alla fine del Direttorio e consigliere di prefettura durante il periodo napoleonico.
Il 10 maggio 1823 sposa Alexandrine-Zita Crucy, figlia di Louis Crucy, fratello di Mathurin Crucy, architetto ed urbanista della città di Nantes dal 1780 al 1800. Il fratello di Constant, Louis-Prudent, aveva già sposato, un anno e mezzo prima, la sorella maggiore di Alexandrine-Zita, Justine.

### Opere

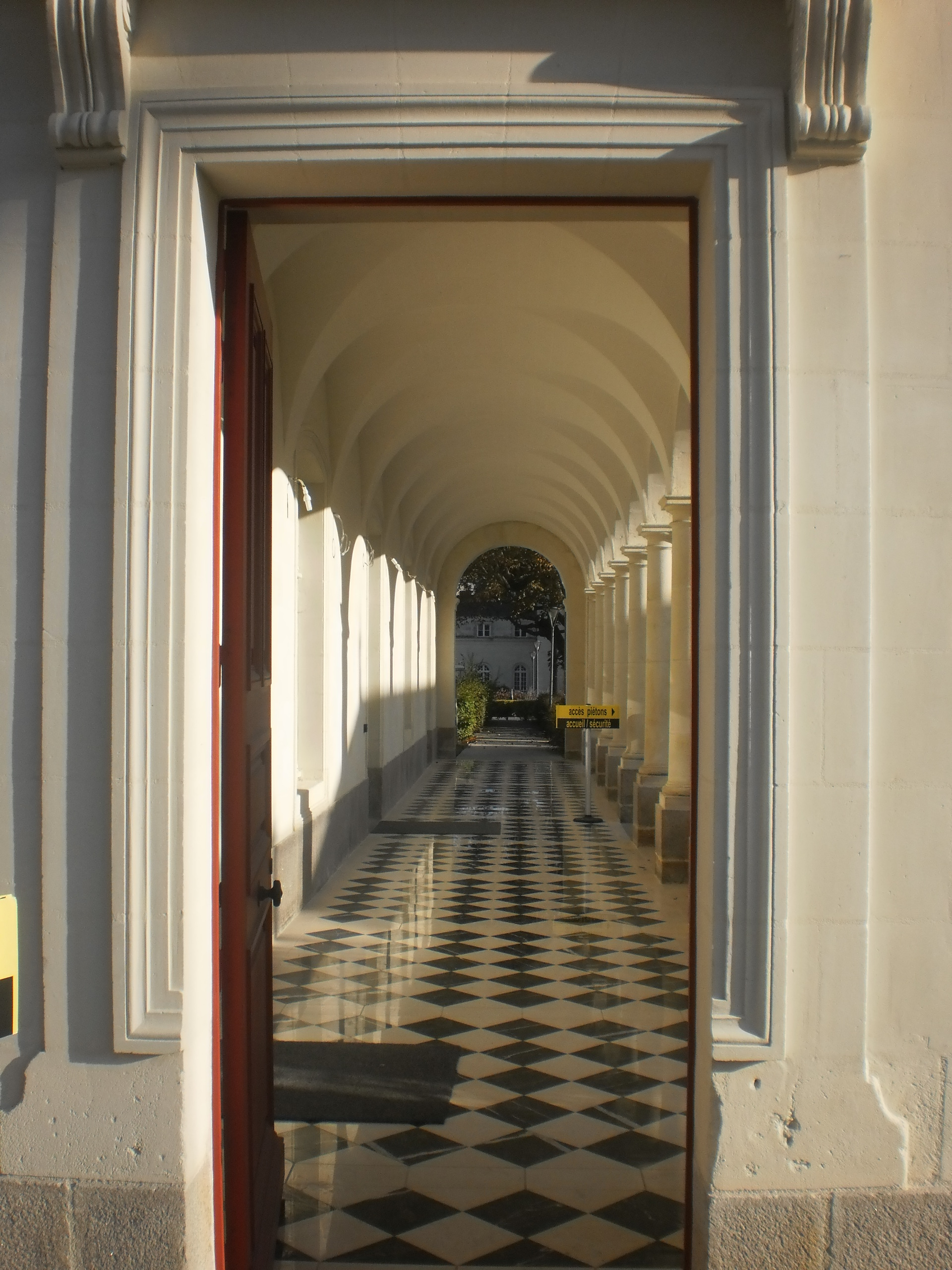
Corridoio del padiglione d'entrata dell'Ospedale Saint-Jacques di Nantes

A Nantes, Louis-Prudent e Constant, creano l'Ospedale Saint-Jacques, mettendo in pratica i grandi princìpi igienisti del XIX secolo quali la separazione dei padiglioni secondo le specializzazioni mediche e la pianificazione di gallerie di circolazione che potessero unire le camere in modo da facilitare l'aerazione. La sua collocazione sulle rive della Loira, sul luogo del vecchio ospizio dei pellegrini di Saint-Jacques, risolve anche i problemi di ventilazione. I due fratelli realizzano inoltre, nel 1835, la place du Sanitat, nel luogo dove si trovava l'ospizio della città di Nantes, reso inutile dalla costruzione dell'Ospedale Saint-Jacques. Questa piazza, a forma di emiciclo, presenta inoltre la chiesa di Notre-Dame-de-Bon-Port, la cui facciata è concepita come quella di un teatro. Realizzano inoltre la place Sainte-Croix e la cappella dei Cappuccini.
Al di fuori della città di Nantes, i fratelli Douillard dirigono la costruzione di un'altra casa di cura, il ricovero di Savenay

### Arboricoltura
Constant Douillard ha creato la varietà di pera chiamata Alexandrine Douillard, che era riuscito ad ottenere nel 1849.